# Кипрская конвенция
Ки́прская конве́нция (англ. Cyprus Convention, тур. Kıbrıs Sözleşmesi, Kıbrıs Antlaşması, Kıbrıs Konvansiyonu) — тайный англо-турецкий договор об «оборонительном союзе», который был направлен против интересов Российской империи в переднеазиатском регионе. Подписана 4 июня 1878 года в Константинополе, накануне открытия Берлинского конгресса 1878 года.

## Положения договора
Великобритания обязалась помочь Османской империи «силой оружия» поскольку Российская империя, одержав верх в очередной русско-турецкой войне, смогла присоединить Батум, Ардаган и Карс, была нацелена на приобретение новых территории на востоке Малой Азии, населённых преимущественно армянами, курдами и грузинами. Взамен Османская империя согласилась на превращение острова Кипр в протекторат Великобритании.
В соответствии с договором, англичане получили право оккупации и управления островом при условии ежегодной выплаты в казну 99 799 фунтов стерлингов. Формально Кипр продолжал оставаться в составе Османской империи, что помогло успокоить представителей довольно многочисленной мусульманской общины (21 %), но фактически реальная власть перешла в руки британского верховного комиссара, чему поначалу радовались представители греко-православного большинства, так как британцы были нацелены на проведение ряда экономических реформ и улучшение транспортной инфраструктуры. Британский комиссар расположился в Лимассоле, который стал центром английской администрации, куда вкладывались достаточно большие по местным меркам средства.
Впрочем, целесообразность подписания конвенции вызвала серьёзные дебаты в самом британском парламенте. Так, премьер-министр Дизраэли направил королеве Виктории письмо, в котором он указал на важность Кипра для охраны индийской части империи. С другой стороны, либералы выразили сомнение в целесообразности установления протектората. В качестве аргументов приводились отсутствие удобной гавани на острове. К тому же целесообразность использования Кипра в качестве военной базы стала достаточно спорной и финансово затруднительной, особенно после появления британских баз в Египте, нуждавшихся в финансовых вливаниях.
Конвенция была аннулирована англичанами 5 ноября 1914 года в связи с вступлением Османской империи (Турции) в Первую мировую войну на стороне Германии, после чего Кипр был официально аннексирован Великобританией в качестве колонии.